# Svend Cathala
Svend Cathala (23. august 1885 – 12. september 1933) var en dansk skuespiller.
Han medvirkede i revyer og var en overgang direktør for en revy på Hotel Marienlyst i Helsingør. Her gjorde han sig imidlertid noget uheldigt bemærket, da han på et tidspunkt opfordrede en ung pige, der ansøgte om at komme til at medvirke i revyen, om at vise ham sine ben, hvilket medførte, at offentligheden derefter stemplede ham som en umoralsk person.

## Filmografi
- 1910 – Kean (instruktør Holger Rasmussen)
- 1911 – Den farlige Alder (instruktør August Blom)
- 1911 – Den Sorte Hætte (instruktør William Augustinus)
- 1911 – Den forsvundne Mona Lisa (instruktør Eduard Schnedler-Sørensen)
- 1911 – Vildledt Elskov (instruktør August Blom)
- 1911 – En Dæmon fra Skovene (som instruktøren; ukendt instruktør)
- 1912 – Møllerens Datter (som vaskeribestyrer; ukendt instruktør)